# Hugh Homer
Hugh Homer (ur. 23 listopada 1935 w Port-of-Spain) – trynidadzko-tobagijski strzelec, olimpijczyk. 
Brał udział w Letnich Igrzyskach Olimpijskich 1968 (Meksyk). Wystartował tylko w jednej konkurencji, w której zajął 65. lokatę.

## Wyniki olimpijskie
| Igrzyska | Konkurencja                       | Wynik                          | Miejsce | Źródło |
| -------- | --------------------------------- | ------------------------------ | ------- | ------ |
| IO 1968  | Karabin małokalibrowy leżąc, 50 m | 583 punkty (98-95-98-98-98-96) | 65      | [ 1 ]  |